# آندرئا پیزانو
 آندرئا بیزانو (انگلیسی: Andrea Pisano؛ ۱۲۹۰ – ۱۳۴۸) یک مجسمه‌ساز، و معمار اهل ایتالیا بود.